# Крнче
Крнче (словен. Krnče) — поселення в общині Рибниця, регіон Південно-Східна Словенія, Словенія.